# Finále Grand Prix IAAF 1992
8. Finále Grand Prix IAAF – lehkoatletický závod, který se odehrál 4. září roku 1992 v Turíně na stadionu Stadio Olimpico Grande Torino. 

## Výsledky

### Muži
| Disciplína     | 1. místo         | Výkon    | 2. místo         | Výkon    | 3. místo          | Výkon    |
| Běh na 100 m   | Dennis Mitchell  | 10,09    | Carl Lewis       | 10,18    | Leroy Burrell     | 10,20    |
| Běh na 800 m   | Andrea Benvenuti | 1:45,61  | Nixon Kiprotich  | 1:45,92  | Tom McKean        | 1:46,06  |
| Běh na 1 míli  | Wilfred Kirochi  | 4:00,06  | William Kemei    | 4:00,19  | Joseph Chesire    | 4:00,24  |
| Běh na 5000 m  | Brahim Boutayeb  | 13:45,42 | Paul Bitok       | 13:45,90 | William Sigei     | 13:46,92 |
| 400 m překážek | Kevin Young      | 48,16    | Winthrop Graham  | 48,25    | Samuel Matete     | 48,34    |
| Skok vysoký    | Patrik Sjöberg   | 2,33 m   | Troy Kemp        | 2,33 m   | Charles Austin    | 2,25 m   |
| Trojskok       | Brian Wellman    | 17,25 m  | Frank Rutherford | 17,15 m  | Leonid Vološin    | 16,99 m  |
| Vrh koulí      | Werner Günthör   | 20,92 m  | Gregg Tafralis   | 20,72 m  | Alessandro Andrei | 20,14 m  |
| Hod kladivem   | Igor Nikulin     | 80,24 m  | Igor Astapkovič  | 79,52 m  | Lance Deal        | 79,34 m  |

### Ženy
| Disciplína     | 1. místo            | Výkon    | 2. místo                   | Výkon    | 3. místo           | Výkon    |
| Běh na 200 m   | Merlene Otteyová    | 22,03    | Irina Privalovová          | 22,06    | Gwen Torrenceová   | 22,10    |
| Běh na 400 m   | Olga Bryzginová     | 50,22    | Sandie Richardsová         | 50,51    | Ximena Restrepo    | 50,64    |
| Běh na 1500 m  | Ljudmila Rogačovová | 4:19,49  | Ljubov Kremljovová         | 4:19,62  | Violeta Becleaová  | 4:19,68  |
| Běh na 5000 m  | Sonia O'Sullivanová | 15:18,44 | Hellen Kimaiyo             | 15:19,20 | Christien Toonstra | 15:19,51 |
| 100 m překážek | Gail Deversová      | 12,73    | Michelle Freeman           | 12,88    | Lynda Tolbert      | 12,89    |
| Skok daleký    | Heike Drechslerová  | 7,12 m   | Jackie Joynerová-Kerseeová | 6,98 m   | Inessa Kravecová   | 6,80 m   |
| Hod diskem     | Ilke Wyluddaová     | 67,90 m  | Larisa Korotkevičová       | 65,70 m  | Irina Jatčenková   | 65,50 m  |
| Hod oštěpem    | Trine Hattestadová  | 66,58 m  | Natalja Šikolenková        | 63,66 m  | Silke Renková      | 62,10 m  |